# Joseph Emil Hachez
Joseph Emil (Emile) Hachez (* 26. November 1862 in Bremen; † 24. Dezember 1933 in Bremen) war Mitbegründer und Teilhaber der Schokoladenfabrik Hachez.

## Biografie

### Familie
Hachez stammte aus der Bremer Kaufmannsfamilie Hachez. Sein Urgroßvater war der Kaufmann Joseph Johan(n) Hachez (1758–1831). Dieser siedelte als Emigrant 1771 aus Brügge nach Bremen und lebte hier zunächst als Katholik nach der Schutzfreiheit bzw. dem Gastrecht. Mit seinem Schwiegervater Konsul Erttel gründete er die Eisenhandelsfirma Erttel & Hachez in Bremen Am Brill 6. Sein Großvater war Johann Ferdinand Dominikus Hachez. Sein Großonkel war Joseph Johannes Arnold Hachez (1828–1901), der Prokurist und Teilhaber in der Reederei D. H. Wätjen war. Sein Vater war Emil Hermann Hachez (1820–1875), Kaufmann und Mitinhaber der Cigarrenfabrik Hachez und Müller.

### Ausbildung und Unternehmer
Hachez lebte mehrere Jahre in Antwerpen und erlernte das Handwerk des Chocolatier. 1889 kehrte er nach Bremen zurück und gründete am 1. Juli 1890 zusammen mit Gustav Linde die Bremer Chocolade-Fabrik Hachez & Co. Bei der Finanzierung des Unternehmens soll sein Großonkel Joseph Johannes Arnold Hachez, Teilhaber des Handelshauses D. H. Wätjen und Co., mitgewirkt haben.
Das Unternehmen produzierte und verkaufte in der Hutfilterstraße, unmittelbar in der Bremer Altstadt, Schokolade, Kakao, Bonbons und Zuckerwaren. Da sich die Erzeugnisse von Hachez & Co. bald großer Beliebtheit erfreuten, erfolgte 1895 der Umzug in eine neue und deutlich größere Fabrik in der Westerstraße in der Bremer Neustadt.
1897 heirateten Hachez und Elisabeth Russell. Beide wohnten an der Contrescarpe und dann in einem Haus neben dem neuen Werk und ab 1911 im sogenannten Russel-Haus in der Uhlandstraße.
Hachez war zudem Mitglied im Vorstand des Trägervereins des Krankenhauses St. Joseph-Stift, wo er die Nachfolge seines Vaters antrat. Hachez trat 1920 aus dem Unternehmen aus.
Sein Grab befindet sich auf dem Riensberger Friedhof.
Ehrungen
- Die Joseph-Hachez-Straße in Bremen-Obervieland wurde nach ihm benannt.

### Nachfolger
Seiner Ehefrau blieb zunächst Kommanditistin der Firma. Komplementäre des Unternehmens Hachez waren nun Georg Wilhelm Hans Linde und Friedrich Otto Hasse.